# (33088) 1997 XX9
(33088) 1997 XX9 est un astéroïde de la ceinture principale d'astéroïdes découvert en 1997.

## Description
(33088) 1997 XX9 a été découvert le 3 décembre 1997 à Chichibu, dans la préfecture de Saitama, au Japon, par Naoto Satō.

### Caractéristiques orbitales
L'orbite de cet astéroïde est caractérisée par un demi-grand axe de 2,43 ua, un périhélie de 2,22 ua, une excentricité de 0,09 et une inclinaison de 7,14° par rapport à l'écliptique. Du fait de ces caractéristiques, à savoir un demi-grand axe compris entre 2 et 3,2 ua et un périhélie supérieur à 1,666 ua, il est classé, selon la JPL Small-Body Database, comme objet de la ceinture principale d'astéroïdes.

### Caractéristiques physiques
(33088) 1997 XX9 a une magnitude absolue (H) de 15,6 et un albédo estimé à 0,070.